# Wanne-Eickel
Wanne-Eickel a fost un oraș din landul Renania de Nord-Westfalia, Germania. Orașul a fost înființat pe 1 aprilie 1926 prin fuziunea comunelelor Eickel, Röhlinghausen și Wanne. La recensământul din 1970 a avut 99.156 de locuitori. Pe 1 ianuarie 1975 orașul Wanne-Eickel a fost desființat și inclus în orașul Herne.

## Personalități născute aici
- Stanisław Mikołajczyk⁠(d) (1901 - 1966), premier al Poloniei⁠(d);
- Karl Jansen (1908 - 1961), halterofil;
- Ernst Schröder⁠(d) (1915 - 1994), actor;
- Rudolf Witzig⁠(d) (1916 - 2001), ofițer al Wehrmachtului;
- Heinz Kördell⁠(d) (1932 - 2020), fotbalist;
- Heinz Stuy⁠(d) (n. 1945), fotbalist;
- Claudia Losch (n. 1960), atletă;
- Carsten Spohr⁠(d) (n. 1966), CEO al Lufthansa;
- Andrea Jürgens⁠(d) (n. 1967), cântăreț;
- Thorsten Kinhöfer⁠(d) (n. 1968), arbitru de fotbal.